# Yaa Gyasi
Yaa Gyasi (Mampong, 1989) es una escritora ghanesa-americana. Con su novela debut, Volver a casa, ganó el Premio John Leonard para libro début del Premio del Círculo de Críticos Nacional del Libro, el premio PEN/Hemingway para novela début de ficción y el reconocimiento "5 under 35" del National Book Foundation y American Book Award.

## Trayectoria
Nacida en Mampong, Ghana en el año 1989, es hija del profesor Kwaku Gyasi, que enseña francés en la Universidad de Alabama en Hunstville y de Sophia Gyasi, una enfermera. Su familia se trasladó a los Estados Unidos cuando Yaa tenía dos años, donde se establecieron en Hunstville.

En 2009, cuando estudiaba en la Universidad de Stanford, obtuvo una beca de investigación y regresó durante varios meses a su país de origen, Ghana. Su primera novela, Volver a casa, fue gestada durante ese viaje. La autora recuerda su experiencia al visitar un viejo castillo donde habitaban los ingleses que controlaban el tráficos de esclavos:
Vi las mazmorras y comprendí que debía contar una historia que mezclase a dos mujeres: una que estaba con un británico y vivía en la parte alta del castillo, y una que estaba en las mazmorras
La novela sigue la historia de la descendencia de dos mujeres ghanesas, a través de siete generaciones. Yaa Gyasi admite haber aprendido mucho de Cien años de soledad, novela del escritor colombiano Gabriel García Márquez. En Volver a casa, se tratan acontecimientos históricos como las leyes de segregación de Jim Crow, la gran migración afromaericana, las revueltas entre las tribus ghanesas asantes y fantes, la guerra contra los ingleses y el periodo tras la independencia de Ghana.

## Obra
- Volver a casa, 2016, novela.
- Más allá de mi reino, 2020, novela.
- Aparición en African American Review y Callaloo con historias cortas.